# Hôtel Ruhl
Pour les articles homonymes, voir Hôtel Ruhl (homonymie).
L'hôtel Ruhl était un hôtel de luxe situé sur la promenade des Anglais à Nice. Achevé en 1913 à la place de l'hôtel des Anglais, détruit en 1909, il sera à son tour démoli en 1970. 
Il s'agit d'un des nombreux hôtels construit au début du XXe siècle à l'architecture néo-classique, avec une ornementation opulente quasi-baroque, à l'instar de l'hôtel Negresco de Nice ou de l'hôtel Carlton de Cannes.

## Histoire
La construction de l'hôtel est né de la volonté de Henry Ruhl de construire un palace à Nice, après la réalisation de l'hôtel Carlton à Cannes. Il confie à l'architecte Charles Dalmas le soin de construire l'un des futurs fleurons de l'hôtellerie niçoise. L'emplacement se situe dans une localisation privilégiée : le long de la promenade des Anglais et du jardin Albert-Ier, à proximité du Casino jetée-promenade et du Casino municipal.
À la suite de la Seconde Guerre mondiale et de l'Occupation, l'activité très réduite amena des faillites. À la fin de la guerre le bâtiment est sous séquestre. Une délibération du 7 mai 1957 du conseil municipal de Nice et un arrêté préfectoral du 20 décembre de la même année scellaient l’expropriation pour utilité publique de l’hôtel Ruhl. Cet arrêté sera abandonné et repris en 1960. En 1962 les indemnités d’expropriation des propriétaires étaient fixées par le juge. Le bail emphytéotique du 9 novembre 1963, signé entre le maire de Nice et Pierre Emile Jacques Ducis, prévoyait dans son article deux la liberté au preneur de transformer, modifier ou démolir et reconstruire comme il l’entend un immeuble à destination d’hôtel de type palace et d’un Casino. L'hôtel est démoli en 1970.
L'hôtel Méridien par la suite est construit sur l'emplacement de l'ancien bâtiment. Le casino conserve toutefois le nom de Casino Ruhl.